# Liste de missions vers Mars
La liste de missions vers Mars est une liste des missions à destination de la planète Mars, réalisées avec des orbiteurs et des astromobiles.

## Missions
| Nom                                   | Date de lancement | Opérateur                                               | Mission                                                    | Résultat                      | Remarques | Lanceur                |
| ------------------------------------- | ----------------- | ------------------------------------------------------- | ---------------------------------------------------------- | ----------------------------- | --- | ---------------------- |
| 1M No.1                               | 10 octobre 1960   | OKB-1 Union soviétique.                                 | Survol                                                     | Échec au lancement            | Échec de la mise en orbite | Molniya                |
| 1M No.2                               | 14 octobre 1960   | OKB-1 Union soviétique.                                 | Survol                                                     | Échec au lancement            | Échec de la mise en orbite | Molniya                |
| 2MV-4 No.1                            | 24 octobre 1962   | Union soviétique.                                       | Survol                                                     | Échec au lancement            | L'étage de propulsion Block L s'est désintégré en orbite terrestre basse | Molniya                |
| Mars 1 (2MV-4 No.2)                   | 1er novembre 1962 | Union soviétique.                                       | Survol                                                     | Échec de la sonde             | Communications perdues avant le survol | Molniya                |
| 2MV-3 No.1                            | 4 novembre 1962   | Union soviétique.                                       | Atterrisseur                                               | Échec au lancement            | N'a jamais quitté l'orbite terrestre basse | Molniya                |
| Mariner 3                             | 5 novembre 1964   | NASA États-Unis.                                        | Survol                                                     | Échec au lancement            | La coiffe ne s'est pas séparée | Atlas LV-3 Agena-D     |
| Mariner 4                             | 28 novembre 1964  | NASA États-Unis.                                        | Survol                                                     | Succès                        | Premier survol de Mars le 15 juillet 1965 | Atlas LV-3 Agena-D     |
| Zond 2 (3MV-4A No.2)                  | 30 novembre 1964  | Union soviétique.                                       | Survol                                                     | Échec de la sonde             | Communications perdues avant le survol | Molniya                |
| Mariner 6                             | 25 février 1969   | NASA États-Unis.                                        | Survol                                                     | Succès                        | | Atlas SLV-3C Centaur-D |
| 2M No.521 (1969A)                     | 27 mars 1969      | Union soviétique.                                       | Orbiteur                                                   | Échec au lancement            | Échec de la mise en orbite | Proton-K/D             |
| Mariner 7                             | 27 mars 1969      | NASA États-Unis.                                        | Survol                                                     | Succès                        | | Atlas SLV-3C Centaur-D |
| 2M No.522 (1969B)                     | 2 avril 1969      | Union soviétique.                                       | Orbiteur                                                   | Échec au lancement            | Échec de la mise en orbite | Proton-K/D             |
| Mariner 8                             | 9 mai 1971        | NASA États-Unis.                                        | Orbiteur                                                   | Échec au lancement            | Échec de la mise en orbite | Atlas SLV-3C Centaur-D |
| Kosmos 419 (3MS No.170)               | 10 mai 1971       | Union soviétique.                                       | Orbiteur                                                   | Échec au lancement            | N'a jamais quitté l'orbite terrestre basse. La minuterie de la mise à feu du dernier étage n'était pas réglée correctement. | Proton-K/D             |
| Mars 2 (4M No.171)                    | 19 mai 1971       | Union soviétique.                                       | Orbiteur                                                   | Succès                        | Entré en orbite martienne le 27 novembre 1971, a effectué 362 orbites | Proton-K/D             |
| Atterrisseur de Mars 2 (SA 4M No.171) | 19 mai 1971       | Union soviétique.                                       | Atterrisseur                                               | Échec de la sonde             | Déployé depuis Mars 2, s'est écrasé à la surface le 27 novembre 1971 | Proton-K/D             |
| Mars 3 (4M No.172)                    | 28 mai 1971       | Union soviétique.                                       | Orbiteur                                                   | Succès                        | Entré en orbite martienne le 2 décembre 1971, a effectué 20 orbites, | Proton-K/D             |
| Atterrisseur de Mars 3 (SA 4M No.172) | 28 mai 1971       | Union soviétique.                                       | Atterrisseur                                               | Succès.                       | Premier atterrissage réussi, s'est posé en douceur le 2 décembre 1971. Une première image partielle (70 lignes) a été transmise puis le contact a été perdu 14,5 secondes après le début de la transmission.                            | Proton-K/D             |
| Rover Prop-M (SA 4M No.172)           | 28 mai 1971       | Union soviétique.                                       | Rover                                                      | Échec partiel                 | Le déploiement est inconnu, en raison d'un problème de communication dû à une tempête | Proton-K/D             |
| Mariner 9                             | 30 mai 1971       | NASA États-Unis.                                        | Orbiteur                                                   | Succès.                       | Premier Orbiteur de Mars. Entré en orbite le 14 novembre 1971, désactivé 516 jours après son entrée en orbite | Atlas SLV-3C Centaur-D |
| Mars 4 (3MS No.52S)                   | 21 juillet 1973   | Union soviétique.                                       | Orbiteur                                                   | Échec de la sonde             | N'a pas réussi à effectuer l'insertion orbitale | Proton-K/D             |
| Mars 5 (3MS No.53S)                   | 25 juillet 1973   | Union soviétique.                                       | Orbiteur                                                   | Échec partiel                 | Échoue après 9 jours en orbite autour de Mars ; renvoie 180 images | Proton-K/D             |
| Mars 6 (3MP No.50P)                   | 5 août 1973       | Union soviétique.                                       | Atterrisseur Survol                                        | Échec de la sonde             | Contact perdu à l'atterrissage, données atmosphériques pour la plupart illisibles. Données recueillies par le module de service. | Proton-K/D             |
| Mars 7 (3MP No.51P)                   | 9 août 1973       | Union soviétique.                                       | Atterrisseur Survol                                        | Échec de la sonde             | Séparé prématurément, n'est pas entré dans l'atmosphère martienne et rate la planète. | Proton-K/D             |
| Orbiteur de Viking 1                  | 20 août 1975      | NASA États-Unis.                                        | Orbiteur                                                   | Succès                        | A effectué 1385 orbites. Entré en orbite autour de Mars le 19 juin 1976. | Titan IIIE Centaur-D1T |
| Atterrisseur de Viking 1              | 20 août 1975      | NASA États-Unis.                                        | Atterrisseur                                               | Succès                        | Deuxième atterrisseur à réussir à renvoyer des données. Déployé depuis l'orbiteur de Viking 1. A fonctionné pendant 2245 jours martiens. A atterri sur Mars le 20 juillet 1976.                                                         | Titan IIIE Centaur-D1T |
| Orbiteur de Viking 2                  | 9 septembre 1975  | NASA États-Unis.                                        | Orbiteur                                                   | Succès                        | Il a effectué 700 orbites. Entré en orbite autour de Mars le 7 août 1976. | Titan IIIE Centaur-D1T |
| Atterrisseur de Viking 2              | 9 septembre 1975  | NASA États-Unis.                                        | Atterrisseur                                               | Succès                        | Déployé depuis l'orbiteur de Viking 2, a fonctionné pendant 1 281 jours martiens et fut désactivé le 11 avril 1980. A atterri sur Mars le 3 septembre 1976.                                                                             | Titan IIIE Centaur-D1T |
| Phobos 1 (1F No.101)                  | 7 juillet 1988    | Union soviétique.                                       | Orbiteur Atterrisseur destiné à Phobos                     | Échec de la sonde             | Communications perdues avant d'atteindre Mars ; n'est pas parvenu à se mettre en orbite | Proton-K/D-2           |
| Phobos 2 (1F No.102)                  | 12 juillet 1988   | Union soviétique.                                       | Orbiteur Atterrisseur destiné à Phobos                     | Échec partiel                 | Observations orbitales réussies, communications perdues avant l'atterrissage | Proton-K/D-2           |
| Mars Observer                         | 25 septembre 1992 | NASA États-Unis.                                        | Orbiteur                                                   | Échec de la sonde             | Perte de communication avant l'insertion orbitale | Commercial Titan III   |
| Mars Global Surveyor                  | 7 novembre 1996   | NASA États-Unis.                                        | Orbiteur                                                   | Succès                        | A fonctionné pendant sept ans | Delta II 7925          |
| Mars 96 (M1 No.520)(Mars-8)           | 16 novembre 1996  | Rosaviakosmos Russie.                                   | Orbiteur Pénétrateurs                                      | Échec au lancement            | N'a jamais quitté l’orbite terrestre basse | Proton-K/D-2           |
| Mars Pathfinder                       | 4 décembre 1996   | NASA États-Unis.                                        | Atterrisseur                                               | Succès                        | A atterri à 19.13°N 33.22°W le 4 juillet 1997, Dernier contact le 27 septembre 1997 | Delta II 7925          |
| Sojourner                             | 4 décembre 1996   | NASA États-Unis.                                        | Rover                                                      | Succès                        | Première astromobile sur une autre planète, a fonctionné pendant 84 jours | Delta II 7925          |
| Nozomi (PLANET-B)                     | 3 juillet 1998    | ISAS Japon.                                             | Orbiteur                                                   | Échec de la sonde             | Manque de carburant avant d'atteindre Mars | M-V                    |
| Mars Climate Orbiter                  | 11 décembre 1998  | NASA États-Unis.                                        | Orbiteur                                                   | Échec de la sonde             | S'est approché de Mars de trop près lors de la tentative d'insertion en orbite en raison d'un bug de l'interface logicielle impliquant différentes unités d'impulsion et s'est consumé dans l'atmosphère                                | Delta II 7425          |
| Mars Polar Lander                     | 3 janvier 1999    | NASA États-Unis.                                        | Atterrisseur                                               | Échec de la sonde             | N'a pas réussi à atterrir | Delta II 7425          |
| Deep Space 2                          | 3 janvier 1999    | NASA États-Unis.                                        | Pénétrateurs                                               | Échec de la sonde             | Déployés à partir de MPL, aucune donnée retournée | Delta II 7425          |
| Mars Odyssey                          | 7 avril 2001      | NASA États-Unis.                                        | Orbiteur                                                   | Opérationnel                  | prévu qu'il reste opérationnel jusqu'en 2025. | Delta II 7925          |
| Mars Express                          | 2 juin 2003       | ESA Union européenne.                                   | Orbiteur                                                   | Opérationnel                  | Suffisamment de carburant pour rester opérationnel jusqu'en 2026. | Soyuz-FG/Fregat        |
| Beagle 2                              | 2 juin 2003       | ESA Union européenne.                                   | Atterrisseur                                               | Échec de la sonde             | Aucune communication reçue après le déploiement depuis Mars Express. Les images satellites du site d'atterrissage suggèrent un atterrissage réussi, mais deux panneaux solaires n'ont pas pu se déployer, entravant ses communications. | Soyuz-FG/Fregat        |
| Spirit (MER-A)                        | 10 juin 2003      | NASA États-Unis.                                        | Rover                                                      | Succès                        | A atterri le 4 janvier 2004. A fonctionné pendant 2208 sols | Delta II 7925          |
| Opportunity (MER-B)                   | 8 juillet 2003    | NASA États-Unis.                                        | Rover                                                      | Succès                        | A atterri le 25 janvier 2004. A fonctionné pendant 5351 sols | Delta II 7925H         |
| Rosetta                               | 2 mars 2004       | ESA Union européenne.                                   | Assistance gravitationnelle                                | Succès                        | Survol en février 2007, manœuvre d'assistance gravitationnelle pour atteindre 67P/Tchourioumov-Guérassimenko | Ariane 5G+             |
| Mars Reconnaissance Orbiter           | 12 août 2005      | NASA États-Unis.                                        | Orbiteur                                                   | Opérationnel                  | Entré en orbite le 10 mars 2006 | Atlas V 401            |
| Phoenix                               | 4 août 2007       | NASA États-Unis.                                        | Atterrisseur                                               | Succès                        | A atterri le 25 mai 2008. Fin de la mission le 2 novembre 2008 | Delta II 7925          |
| Dawn                                  | 27 septembre 2007 | NASA États-Unis.                                        | Assistance gravitationnelle                                | Succès                        | Survol en février 2009, manœuvre d'assistance gravitationnelle pour atteindre Vesta et Cérès | Delta II 7925H         |
| Phobos-Grunt                          | 8 novembre 2011   | Roskosmos Russie.                                       | Orbiteur Mission de retour d'échantillons de Phobos        | Échec de la sonde             | N'a jamais quitté l'orbite terrestre basse qu'il devait quitter par ses propres moyens. | Zenit-2M               |
| Yinghuo-1                             | 8 novembre 2011   | CNSA Chine.                                             | Orbiteur                                                   | Échec Perdu avec Phobos-Grunt | Aurait dû être déployé par Phobos-Grunt. | Zenit-2M               |
| Curiosity (Mars Science Laboratory)   | 26 novembre 2011  | NASA États-Unis.                                        | Rover                                                      | Opérationnel                  | Atterrissage le 6 août 2012 | Atlas V 541            |
| Mars Orbiter Mission (Mangalyaan)     | 5 novembre 2013   | ISRO Inde.                                              | Orbiteur                                                   | Opérationnel                  | Mise en orbite le 24 septembre 2014. Mission prolongée jusqu'en 2020. | PSLV-XL                |
| MAVEN                                 | 18 novembre 2013  | NASA États-Unis.                                        | Orbiteur                                                   | Opérationnel                  | Insertion en orbite le 22 septembre 2014 | Atlas V 401            |
| ExoMars Trace Gas Orbiter             | 14 mars 2016      | ESA/Roscosmos Union européenne/ Russie.                 | Orbiteur                                                   | Opérationnel                  | Mise en orbite le 19 octobre 2016 | Proton-M/Briz-M        |
| Schiaparelli EDM lander               | 14 mars 2016      | ESA Union européenne.                                   | Atterrisseur                                               | Échec de la sonde             | Embarqué par ExoMars Trace Gas Orbiter. Bien que l'atterrisseur se soit écrasé,, les données techniques sur les cinq premières minutes de la rentrée ont été récupérées avec succès,.                                                   | Proton-M/Briz-M        |
| InSight                               | 5 mai 2018,.      | NASA États-Unis.                                        | Atterrisseur                                               | Succès                        | A atterri le 26 novembre 2018. A cessé d'émettre le 15 décembre 2022 (mission terminée officiellement le 21 décembre 2022) | Atlas V 401            |
| MarCO                                 | 5 mai 2018,.      | NASA États-Unis.                                        | Deux survols de CubeSats en mission conjointe avec InSight | Succès                        | Survol le 26 novembre 2018. Dernier contact en février 2019 | Atlas V 401            |
| Mars Hope                             | 19 juillet 2020   | Centre spatial Mohammed bin Rashid Émirats arabes unis. | Orbiteur                                                   | Opérationnel                  | Mis en orbite le 9 Février 2021 | H-IIA                  |
| Tianwen-1                             | 23 juillet 2020   | CNSA Chine.                                             | Orbiteur Atterrisseur Rover                                | Opérationnel                  | Insertion en orbite le 10 février 2021 Atterrissage le 15 mai 2021 Débarquement du rover Zhurong le 22 mai 2021 | Longue Marche 5        |
| Perseverance                          | 30 juillet 2020,. | NASA États-Unis.                                        | Rover                                                      | Opérationnel                  | A atterri le 23 Février 2021 | Atlas V 541            |